# Wilhelm Hahnemann
Wilhelm Willi Hahnemann (Viena, 14 d'abril de 1914 - 23 d'agost de 1991) fou un futbolista austríac de la dècada de 1940 i entrenador de futbol.
Destacà com a jugador a l'Admira Viena. Va jugar 23 partits amb la selecció d'Àustria entre 1935 i 1948. Després de l'annexió alemanya, jugà amb aquesta selecció i participà en la Copa del Món de 1938.
Com a entrenador dirigí el SpVgg Greuther Fürth i diversos clubs suïssos.

## Palmarès
- Lliga austríaca de futbol (6):
  - 1932, 1934, 1936, 1937, 1939, 1947
- Copa austríaca de futbol (3):
  - 1932, 1934, 1947
- Màxim golejador de la lliga austríaca de futbol (1):
  - 1936[7]